# Rock Around the Clock
Rock Around the Clock – piosenka z 1952 roku, napisana przez duet Max C. Freedman i James E. Myers.
Mimo tego, że prawdopodobnie inna piosenka rock and rollowa była w rzeczywistości tą pierwszą (utwór „Rocket 88” z 1951 roku lub „That’s All Right Mama” wykonywana przez Arthura „Big Boy” Crudupa z 1946 roku), to uważa się ją za pierwsze nagranie powszechnie uznane za rock and roll.
Jako pierwszy utwór ten nagrał zespół Sonny Dae and His Knights, jednak jego najbardziej rozpowszechniona wersja została wykonana przez grupę Bill Haley & His Comets; nie można jednocześnie stwierdzić, że był to cover – Myers twierdził, że napisał tę piosenkę dla Haleya, ten jednak z różnych przyczyn nie mógł wziąć udziału w nagraniu aż do 1954 roku.
Pierwotny tytuł brzmiał „We’re Gonna Rock Around the Clock Tonight!”, został jednak później skrócony do „(We’re Gonna) Rock Around the Clock”. Pod tą nazwą jest znany jednak tylko z jednego wydania z 1954 roku; we wszystkich innych figuruje jako „Rock Around the Clock”.
W 2004 roku utwór został sklasyfikowany na 158. miejscu listy 500 utworów wszech czasów czasopisma „Rolling Stone”.

## W kulturze popularnej
- Piosenka została wykorzystana jako temat z czołówki dwóch pierwszych sezonów amerykańskiego sitcomu lat 1970. Happy Days, którego akcja toczy się w latach 1950[4].

## Twórcy
W nagraniu wzięło udział siedmiu muzyków. Dwóch z nich, Billy Gussak i Danny Cedrone nie było członkami The Comets, często jednak Haley zatrudniał ich do pomocy przy nagrywaniu piosenek.
- Bill Haley – śpiew, gitara
- Marshall Lytle – kontrabas
- Joey Ambrose – saksofon
- Billy Williamson – gitara
- Johnny Grande – pianino
- Billy Gussak – perkusja
- Danny Cedrone – gitara